# Jobst-Herman de Lippe
Jobst-Herman de Lippe-Biesterfeld (9 février 1625 à Detmold - 6 juillet 1678 à Biesterfeld) est un comte de Lippe, Sternberg et Schwalenberg.
Il est le fils du comte Simon VII de Lippe de son mariage avec la comtesse Marie-Madeleine de Waldeck-Wildungen (1606-1671) et est considéré comme le fondateur de la lignée de Lippe-Biesterfeld, à la suite de sa création du manoir de Biesterfeld, entre 1654 et 1665.

## Mariage et descendance
Jobst-Herman s'est marié le 10 octobre 1654 à la comtesse Julienne-Élisabeth de Sayn-Wittgenstein-Hohenstein (4 octobre 1634 - 23 juin 1689). Leurs enfants sont titrés comtes de Lippe-Biesterfeld:
- Simon-Jean (7 juillet 1655 - 8 mai 1656)
- Julienne-Élisabeth (15 juin 1656 - 29 avril 1709)
- Jean-Auguste (15 octobre 1657 - 9 septembre 1709)
- Charlotte-Sophie (16 septembre 1658 - 25 avril 1672)
- Simon-Christian (8 octobre 1659 - 9 novembre 1660)
- Théodore-Adolphe (22 octobre 1660 - 9 mars 1709)
- Christine Marie (12 février 1662 - 14 juin 1710)
- Fils Mort-né (10 juin 1663)
- Christiane-Ernestine (12 juillet 1664 - 28 décembre 1686)
- Anne-Augusta (14 septembre 1665 - 25 août 1730)
- Jean-Frédéric (6 novembre 1666 - 21 février 1712)
- Madeleine-Émilie (30 novembre 1667 - 25 juin 1677)
- Concordia Dorothée (18 décembre 1668 - 25 juin 1677)
- Jean-George-Louis (12 janvier 1670 - 22 janvier 1693)
- Rodolphe-Ferdinand de Lippe-Biesterfeld (17 mars 1671 - 12 juin 1736) ; sa petite-fille Henriette de Lippe-Weissenfeld (1753-1795) épouse Albert (1750-1811), fils de Léopold II d'Anhalt-Dessau
- Guillaume-Christian (novembre 1672 - 6 mai 1674)
- Simon-Christian (4 mars 1674 - 23 juin 1677)
- Élisabeth-Charlotte (21 mars 1675 - 22 août 1676)
- Julienne-Sophie (6 décembre 1676 - 2 juin 1705)
- Justine-Hermione (20 mai 1679 - 15 juin 1704)